# Tetania
La tetania es una urgencia médica con espasmos en la musculatura estriada (contracciones dolorosas de los músculos de las extremidades) provocados por la disminución del calcio en la sangre (hipocalcemia), hipomagnesemia o por alcalosis tanto metabólica como respiratoria. La electrocución también produce tetania.

## Etiología

### Hipocalcemia
Se considera hipocalcemia cuando el nivel de calcio total es menor de 8,5 mg/dl. o el calcio iónico es menor de 4,75 mg/dl.
Causas:
- Hipoparatiroidismo: por insuficiencia de la secreción de parathormona por parte de las glándulas paratiroides.
- Diuresis forzada y prolongada.
- Inicio de tratamiento enérgico con vitamina D.
- Síndrome de malabsorción
- Raquitismo

### Hipomagnesemia
También puede ocasionar por sí sola el signo de Chvostek.

### Alcalosis
Acompañada la hipocalcemia por hipopotasemia.
En ocasiones respiratoria por hiperventilación.

### Iatrogénica
Al corregir demasiado rápidamente la acidosis crónica.

## Diagnóstico
Interrogatorio
Los individuos pueden quejarse de debilidad muscular o calambres, contracciones musculares espasmódicas, o sensaciones de hormigueo en los labios, la lengua, la cara, las piernas, los dedos de las manos, y los pies. Quizá se quejen de fatiga o pérdida de energía. Incluso puede haber síntomas de estado de ánimo deprimido y alucinaciones.
Examen físico
Se investiga a los individuos respecto a rango de movimiento limitado, decremento del control muscular, reflejos anormales, papiledema, y coordinación alterada. El examen también incluye una inspección física para buscar simetría y movimiento voluntario; medición de los miembros y de la masa muscular, y observación del rango de movimiento de articulaciones, la marcha, y la facilidad del movimiento. Un espasmo facial causado por percusión sobre el par craneal VII (nervio facial) (síndrome de Chvostek) y el espasmo de dedo (carpiano) causado por reducción del aporte de sangre hacia la mano (signo de Trousseau) indican concentraciones bajas de calcio que pueden dar por resultado tetania.
Pruebas
Las pruebas comprenden medición de las concentraciones séricas de calcio, magnesio, fósforo, vitamina D, proteína (albúmina) y hormonas tiroidea y paratiroidea. La tetania debida a una deficiencia de hormona se caracteriza por calcio sérico bajo y fósforo sérico alto. La evaluación de la actividad eléctrica muscular (electromiografía [EMG]) y de la actividad de nervios (estudios de conducción nerviosa) puede ayudar a diferenciar entre tetania y otras enfermedades neuromusculares. En la tomografía computarizada, puede haber depósitos de calcio en la parte del cerebro llamada los ganglios basales; un electrocardiograma (ECG) puede mostrar anormalidades de la conducción.

### Síntomas
Presenta contracciones musculares rápidas, constantes e involuntarias, fatigando el músculo.

#### Pródromos
Parestesias
adormecimiento de los sentidos o de la sensibilidad general, producido por una patología en cualquier sector de las estructuras del sistema nervioso central o periférico, causado por frío o calor excesivo, hiperventilación, shock nervioso o hipoxia. Estas sensaciones anormales se pueden producir en cualquier parte del cuerpo, pero son más usuales en las manos, pies, brazos y piernas.

#### Fácil de reconocer pero con situación grave
Laringoespasmo con estridor.
Psicosis
Convulsiones generalizadas

#### Larvada
Espasmos y contracturas, 

### Signos
Con frecuencia esta patología es delatada porque al tomar la presión arterial en el brazo con el esfigmomanómetro se provoca una contracción distal en el paciente, con lo que enfermería avisa rápidamente de sospecha, casi segura, de una tetania incipiente.
El signo de Chvostek consiste en que al golpear la musculatura facial (percutiendo con el martillo de reflejos) se provoca una contracción.

### Laboratorio
Es necesario monitorear los iones calcio (Ca), fosfato (PO4) y potasio (K) séricos.

## Tratamiento
Debe ser etiológico (causal) y consiste en la administración por vía oral o intravenosa de gluconato de calcio para aumentar el nivel de calcio en la sangre y en la inyección de hormonas para controlar la actividad de las paratiroides. 

### Específico
Inicialmente gluconato cálcico.
Seguir con dihidrotalquisterol
(con monitoración para evitar la hipercalcemia)

### De la patología subyacente desencadenante
Alcalosis, hiperventilación, etc

## Pronóstico
Suele ser bueno pues la causa más frecuente es la efectación de las paratiroides tras tiroidectomía y el paciente está controlado.
El laringoespasmo obviamente tiene peor pronóstico que depende de la rápida actuación.